# Pavilon R
Pavilon R byla jedna z výstavních budov brněnského výstaviště, postavená v letech 1965 až 1966 na návrh architektů Zdeňka Denka a Jiřího Mikšíka severozápadně od pavilonu Z. Budova se stavěla současně s původním pavilonem P, kterému se také konstrukčně velmi podobala.

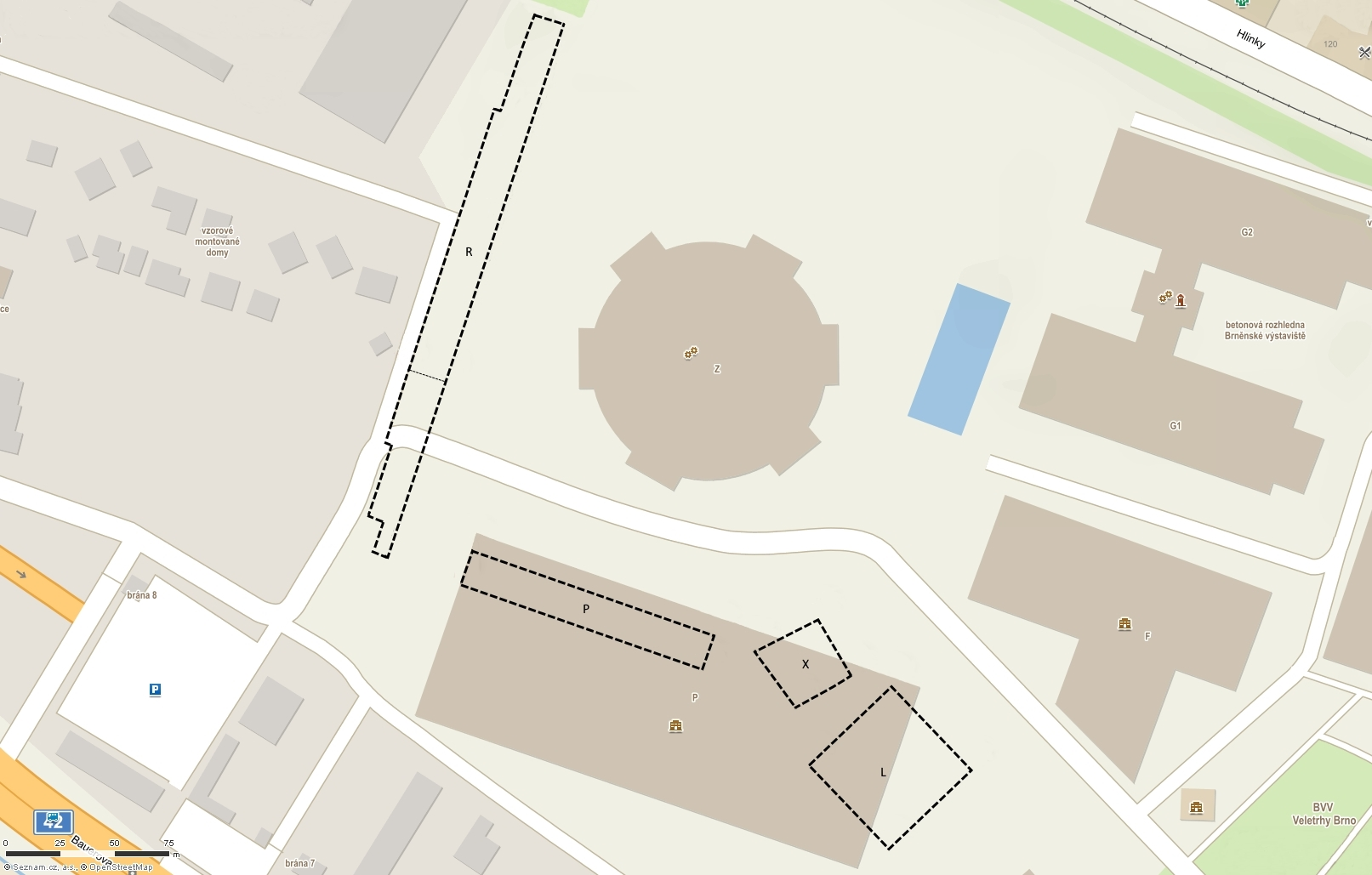
Přibližná poloha zbouraných pavilonů v západní části výstaviště. Jižní část pavilonu R (oddělená tenkou čárou) byla demolována již 90. letech 20. století.

Architektonické řešení pavilonu odpovídalo potřebě rychlé stavby, kterou podnik Brněnské veletrhy a výstavy především reagoval na velký tlak vystavovatelů na nárůst výstavní plochy. Jednalo se o velmi protáhlou přízemní budovu s vestavěnou galerií, jejíž konstrukce byla tvořena kombinací ocelových sloupů a prostorových trojúhelníkových prvků tvořících příhradovou desku. Tento systém jehlanů ze svařených ocelových trubek byl ve své době často využívaný a Brněnské veletrhy a výstavy ho využily též u zmíněného pavilonu P, ale také u pavilonů K, K1, V, X či Transporta. Pavilon neměl žádné otápění a jeho fasáda, kombinující prosklené stěny s profilovaným vlnitým plechem, nebyla tepelně izolována. Vnější vzhled vylepšovala terasa se schodištěm ke galerii, kde byly kancelářské místnosti.
Část pavilonu na jižní straně byla zbourána v 90. letech 20. století. Zbytek budovy zůstal využíván až do ledna roku 2010, kdy se pod náporem sněhu zřítila jeho střecha a celá stavba musela být demolována.